# 上米勒巴赫河

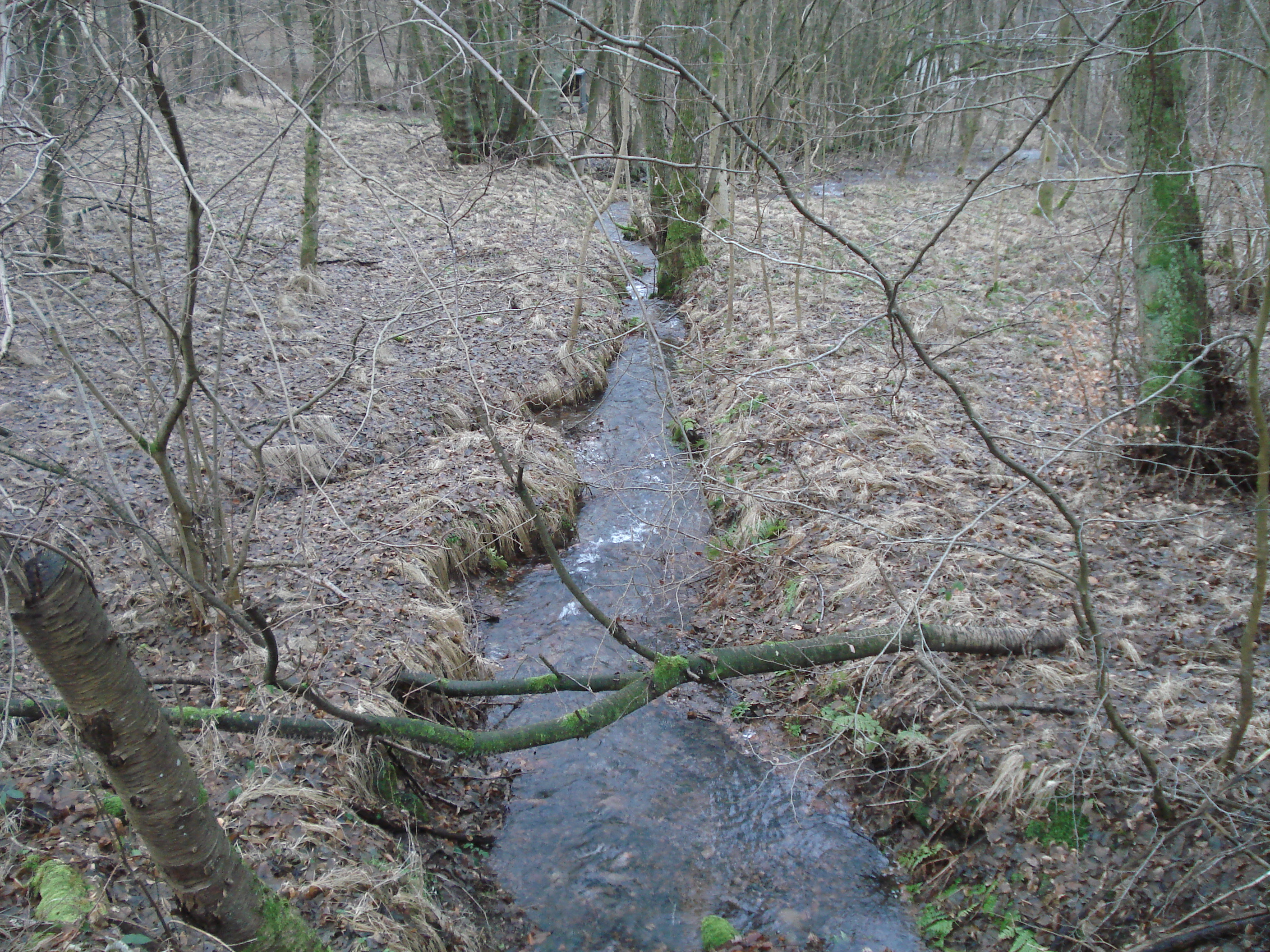

50°8′56.98″N 9°23′2.39″E / 50.1491611°N 9.3839972°E
上米勒巴赫河（德語：Obermüllerbach），是德國的河流，位於該國中部，由黑森州負責管轄，屬於比伯河的左支流，流經美因-金齊希縣，河道全長0.3公里，流域面積1.5平方公里。